# Heterauge albilineata
Heterauge albilineata är en fjärilsart som beskrevs av George Francis Hampson 1916. Heterauge albilineata ingår i släktet Heterauge och familjen mott. Inga underarter finns listade i Catalogue of Life.